# C. Lutorius Priscus
Gaius Lutorius Priscus (även kallad Clutorius Priscus, förmodligen från initialen C. Lutorius), född cirka 20 f.Kr., död 21 e.Kr, var en romersk eques (riddare) och diktare.
C. Lutorius Priscus är känd för att ha författat en berömd dikt om Germanicus död för vilken han blev frikostigt betalad av kejsar Tiberius. När Tiberius son Drusus blev sjuk år 21 skrev Priscus en ny dikt med förhoppningen att få en ännu större belöning, men efter att ha läst upp den i förväg inför sitt umgänge av högättade kvinnor blev han åtalad i senaten. Senatorerna dömde honom till döden eftersom de var angelägna att straffa alla som förolämpat kejsarfamiljen, och han avrättades genast efteråt. Detta misshagade dock Tiberius eftersom han inte tillfrågats, och han bestämde därför att ingen skulle kunna bestraffas mindre än tio dagar efter att personen dömts. Priscus köpte även vid ett tillfälle en eunuck vid namn Paezon av Sejanus, till priset av 50 000 000 sestertier.

## Antika källor
- Tacitus, Annales, III 49–51 (finns online i svensk översättning på Tacitus.nu)
- Cassius Dio, LVII 20 (finns online i engelsk översättning på LacusCurtius)
- Plinius den äldre, Naturalis Historia, VII 39 (finns online i engelsk översättning på Wikisource)